# 16012 Jamierubin
16012 Jamierubin este un asteroid din centura principală de asteroizi.

## Descriere
16012 Jamierubin este un asteroid din centura principală de asteroizi. A fost descoperit pe 10 februarie 1999 la Socorro, New Mexico, în cadrul proiectului LINEAR. Asteroidul prezintă o orbită caracterizată de o semiaxă mare de 2,42 ua, o excentricitate de 0,17 și o înclinație de 2,3° în raport cu ecliptica.